# آیس‌استون
آیس‌استون (به انگلیسی: IceStone)، شرکتی با مسئولیتی محدود، تولیدکننده‌ای در بروکلین، نیویورک می‌باشد که سطوح بادوام متشکل از شیشه قابل بازیافت و سیمان را تولید می‌کند. سطح اپونیمی IceStone جایگزینی پایدار برای سطوح سنگی سنتی می‌باشد و عموماً در کانترهای آشپزخانه، دیوارهای پشت ظرفشویی در آشپزخانه و میزهای توالت موجود در حمام بکار برده می‌شود. IceStone یکی از بیست شرکت موجود در جهان می‌باشد (و تنها سازندهٔ سطح با دوام) که دارای گواهینامه‌های طلایی طراحی پایدار است. این سطوح هم‌اکنون در نمایشگاه 2010 Trennial موزهٔ طراحی ملی Cooper-Hewitt در معرض نمایش می‌باشد.

## تاریخچه

### تأسیس
Icestone با مسئولیت محدود در سال ۲۰۰۳ توسط کارآفرینان Brooklyn, Miranda Magagnini و Peter Strugatz بنا نهاده شد؛ این دو فرد متوجهٔ شرکتی شدند که مواد سبک موزاییکی ساخته شده از شیشهٔ قابل بازیافت را تولید می‌کردند ولی هیچ‌گاه ان را به بازار عرضه نکردند. بعد از اینکه در حراجی عمومی حقوق شرکت را برای خود خریدند، آنها نام شرکت را Icestone گذاشتند، که به دلیل ظاهر براق سطح تولیدی آنها این نام انتخاب شد. سپس شروع به بازسازی مساحت ۵۵۰۰۰ فوت مربعی (۵۱۰۰ متر مربع) این کارخانه در Brooklyn کردند. سرمایه این کار از سرمایه گذارانی مانند Ben Cohen از Ben & Jerry’s، فعال Dal LaMagna و Greg Steltenpohl از Odwalla, Strugatz و Magagnini تأمین کرده و محصول را تولید کرده و فرایند ساخت آن را به ثبت رساندند و آمادهٔ توزیع تجاری Icestone شدند.

### رشد
اولین محمولهٔ آزمایشی IceStone در نتیجهٔ چالش‌های موجود در تولید، مستعد برای ترک برداشتن بودند. اما شرکت بسیار سریع فرمول تولیدی خود را اصلاح کردند و این مشکلات را حذف کرده، و پالتی متشکل از هجده رنگ تولید کرده و شروع به بازاریابی برای این ورقه‌ها در نمایشگاه‌های کالای محلی کردند. تا اواخر سال ۲۰۰۳، IceStone برای چندین پروژه در منطقهٔ نیویورک تعیین شد، که از مزیت افزایش تقاضا برای پروژه‌های ساختمانی سبز در آمریکا بهره می‌برد؛ این پروژه‌ها حاوی مشوق‌های دولتی بودند. ترکیبی از مطبوعات از اولین پروژه‌ها و تقاضای افزایش یافته، شرکت را قادر به گسترش عملیاتش برای دستیابی به توزیع جهانی، پالت رنگ گسترده‌تر (در حال حاضر ۲۹ رنگ در پالت آنها وجود دارد) و نیروی کار بیشتر کرد. در سال ۲۰۰۶، IceStone جزء پنجاه شرکت سبز مجلهٔ Inc نام برده شد؛ در اکتبر سال ۲۰۰۷، IceStone در شوی PBS به نام This Old House (این خانهٔ قدیمی) به نمایش گذاشته شد. مجموعهٔ اصلاح شدهٔ IceStone در سال ۲۰۰۹ از طرف مجلهٔ طراحی داخلی برندهٔ جایزهٔ بهترین Merit (شایستگی) سال شد؛ و در سال ۲۰۱۰ جایزهٔ Bloom را برای مواد خلاقانه از ASID و مجلهٔ Interiors و Sources دریافت کرد.
IceStone پایگاه مشتریان خود را توسعه داده‌است که شامل Starbucks, NASA, The Ritz-Carlton, Whole Foods و Amazon می‌باشد.
IceStone برای بانک برج آمریکا در مرکز Manhattan انتخاب شد که این پروژه در سال ۲۰۰۹ تکمیل شد. همچنین بنیاد Gates برای مرکز جدید خودش در سیاتل که در سال ۲۰۱۱ افتتاح می‌شود از IceStone استفاده می‌کند.

## پایداری

### محصول
بسته به رنگ موجود، IceStone دارای ۶۸ درصد تا ۷۵ درصد شیشهٔ قابل بازیافت ۱۵ تا ۲۰ درصد سیمان پورتلند سفید و درصد کمی از رنگدانه‌ها و مواد تشکیل دهندهٔ انحصاری (اختصاصی) می‌باشد. شیشهٔ استفاده شده صد در صد قابل بازیافت می‌باشد. سطح این محصول حاوی هیچ گونه مواد پتروشیمی، رزین یا VOC نمی‌باشد؛ که مواد بازاری IceStone را از کانترهای آشپزخانهٔ مهندسی شده مانند سطوح کوارتزی که عموماً از رزین‌های مصنوعی ساخته شده‌اند، متمایز می‌کند. بر اساس دستورالعمل‌های مراقبت و حفظ در وب سایت IceStone، سطح این محصول در نتیجهٔ محتوای سیمانش نیمه متخلل می‌باشد و نیازمند استفادهٔ منظم از درزگیرهای نفوذ کننده‌ای می‌باشد.

### تأسیسات و کارمندان
IceStone در فضایی ۵۵۰۰۰ فوت مربع (۵۱۰۰ متر مربعی) در Brooklyn Navy Yard قرار دارد.
شرکت دارای فرایند تولیدی با گرمای پایین می‌باشد و از سیستم بازیافت آب خاکستری استفاده می‌کند که در حدود ۹۰ درصد از اب استفاده شده را بازیابی می‌کند. همچنین از روان‌کننده‌ها (گریس‌های) بر پایهٔ سویا برای ماشین آلاتش استفاده می‌کند تا اتکاء به پترولیوم را کاهش دهد.
IceStone خود را به شرکتی سه بخشی (اجتماعی، محیطی و مالی) ارتقاء داده و توسط موزه دار Matilda McQuaid از موزهٔ طراحی Cooper-Hewitt این‌طور توصیف می‌شود: در کنار مزایای سلامت و حقوقی برای زندگی، کارگران این شرکت کمک‌های مهاجرتی و برنامه‌های آموزشی مهارت زندگی دریافت می‌کنند. جلسات ماهانهٔ شهر بعد فرهنگ مشمولیت را افزایش داد."
IceStone همچنین یکی از اعضای موسسCertified B Corporation می‌باشد.

## انتقادها
IceStone یک سری انتقادات خفیفی را در خصوص دستورالعمل‌های حفظ دریافت کرد، طبق این دستور العمل‌ها این سطوح دو بار در سال باید درآورده شوند و سه بار در سال برای اجتناب از لکه و کنده کاری‌ها، واکس زده شود. مجلهٔ New York House، لقبی افتخاری به IceStone برای محتوای قابل بازیافت اعطا کرد و در سال ۲۰۱۰ جایزهٔ طراحی سبز خلاقانه برای طراحی این محصول، اما توضیحات جایزه مبنی بر این است که محصولات IceStone بیش از اندازه نیاز به حفظ و نگهداری دارند.
IceStone می‌گوید که محصولاتش مراقبتی بیشتر از سطوح سنگی دیگر نیاز ندارد.